# HD1
HD1は、ろくぶんぎ座の方向にある銀河候補天体である。2022年4月時点で、観測可能な宇宙において地球から最も遠い距離に位置している可能性がある既知の天体として知られている。

## 発見
2022年4月8日、東京大学の播金優一らなどによる国際研究グループのこれまでで最も赤方偏移が大きい銀河候補天体を発見したとする研究結果がアストロフィジカルジャーナルに掲載された。研究グループは、これまでにすばる望遠鏡やVISTA望遠鏡、スピッツァー宇宙望遠鏡などによって得られていた利用可能な合計1,200時間以上に及ぶ観測データに写る70万個以上の天体の中からこの銀河候補天体を発見し、この天体を「HD1」と命名した。また、この研究にて、HD1と同等に地球から離れている可能性がある候補天体としてくじら座の方向にある「HD2」と「HD3」という2つの天体も報告しており、HD1と合わせてこれら3つの候補天体はジェイムズ・ウェッブ宇宙望遠鏡の第1期観測にて赤外線スペクトル観測が行われる予定となっている。

## 距離と明るさ

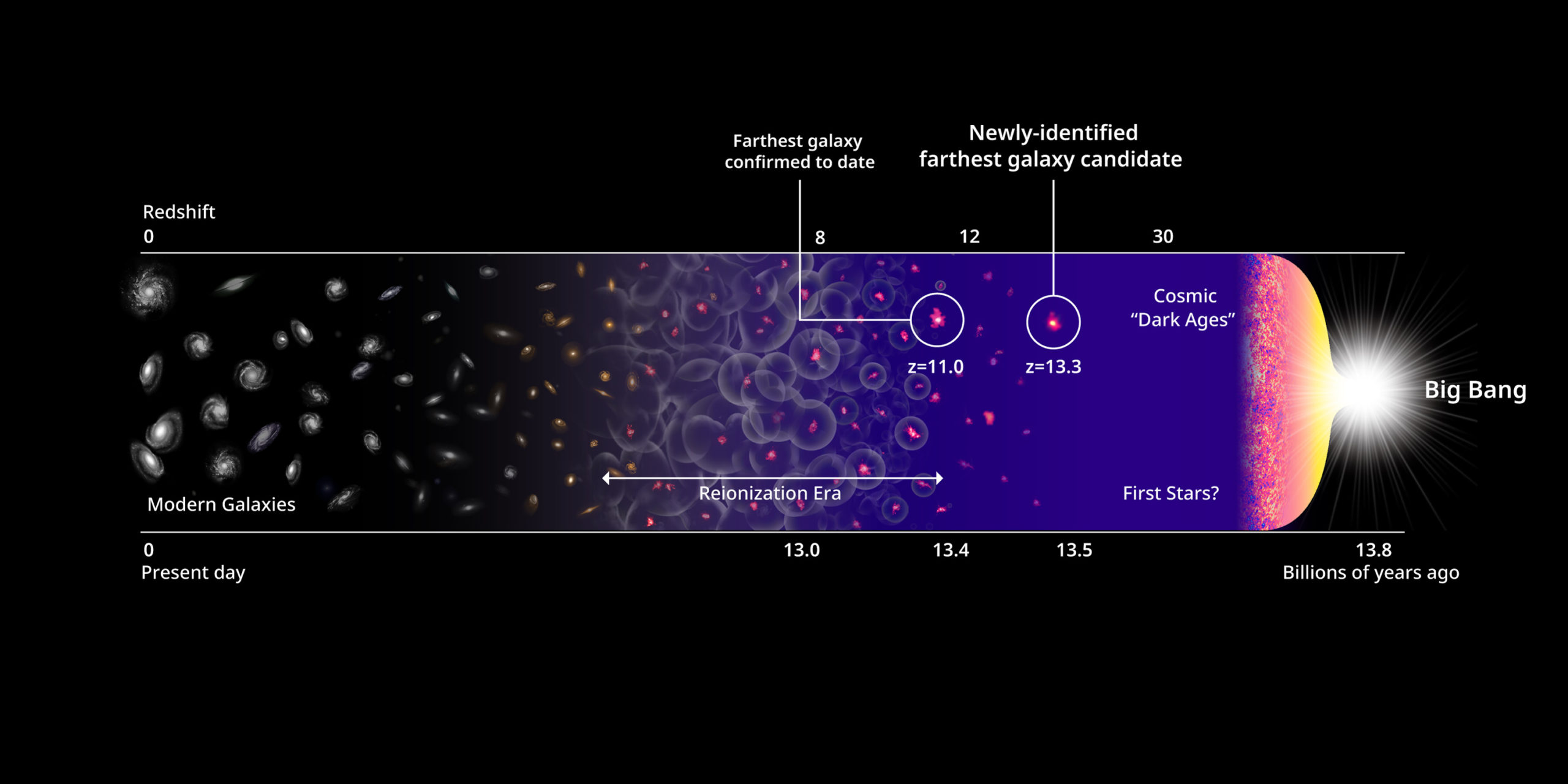
観測された宇宙初期における銀河候補天体

HD1は、観測可能な宇宙内において最も古く最も遠い距離に位置している可能性のある候補天体である。観測データからの発見当初は、遥かに近いところにある銀河としてカタログ化されていたが、アタカマ大型ミリ波サブミリ波干渉計 (ALMA) による正確な分光観測の結果、HD1のスペクトル中に見られたイオン化した酸素のスペクトル輝線の赤方偏移が z = 13.27 に達していることが判明した。これは2016年に発見され、それ以前まで最も赤方偏移が大きいことが知られていたGN-z11（z = 11前後）を上回っており、これに基づくと地球からの見かけの距離は約135億光年（約41億パーセク）に及ぶ。これはGN-z11よりも約1億光年遠く、HD1はビッグバンからわずか3億3000万年後に存在していたことを示している。現在は宇宙の膨張により、約334億光年離れた場所に位置していることになり、これはGN-z11よりも10億光年以上も遠い。研究グループのメンバーの一人である早稲田大学の井上昭雄によると、この赤方偏移を示すスペクトル輝線の信号の有意度は99.99%であるとしているが、完全に正しいと確信できる99.9999%以上の有意度には達していないという。
HD1の明るさから全体の質量は少なくともGN-z11と同等である太陽の10億倍はあると推定されている。HD1は紫外線波長において非常に明るくみえる。その原因として、HD1が大質量の恒星の星形成が活発なスターバースト銀河またはクエーサーである可能性と、銀河内に存在する活発な超大質量ブラックホールからの物質の放射による可能性が挙げられている。前者が正しい場合、HD1では毎年100個以上もの恒星が形成されていると推定され、通常のスターバースト銀河よりも10倍以上のペースで星形成が進んでいることになる。これを説明するためにHD1では、高温で大質量であると考えられている種族IIIの恒星が形成されているという可能性が示されている。後者が正しい場合、赤方偏移を z = 13.3 と仮定すると、その超大質量ブラックホールの質量は太陽の約1億2000万倍に達すると推定されている。これが事実であれば、これまでに発見されていた最も古い超大質量ブラックホールよりもさらに約5億年も古いということになる。しかし、これほどの大質量のブラックホールがどのようにしてビッグバンからわずか3億3000万年という宇宙論的に短い期間で形成されたのかという疑問が残る。